# آلنیدیتان
آلنیدیتان یک آگونیست گیرنده 5-HT1D با اثرات پیشگیری کننده از میگرن است. این دارو از دسته داروهای ضدمیگرن دیتان است.

## سنتز

سنتز آلنیدیتان: